# Social Watch Deutschland
Das im Januar 1994 gegründete Social Watch Deutschland (zuvor Deutscher NRO-Forum Weltsozialgipfel) war eine bundesweite Koalition nichtstaatlicher Organisationen aus den Bereichen der Sozialpolitik und der Entwicklungspolitik, die weltweit in einem Netzwerk mit ähnlichen Gruppen zusammenarbeiteten.
Dazu gehörten unter anderem der Deutsche Caritasverband, terre des hommes Deutschland e. V. und Arbeitnehmerorganisationen wie die Katholische Arbeitnehmer-Bewegung sowie die Gewerkschaft ver.di.
Zum siebten Mal legte Social Watch Deutschland im Oktober 2007 eine deutsche Fassung des Social Watch Reports vor. Ein Teil der Beiträge waren Übersetzungen aus der englischen Ausgabe, die vom Instituto Del Tercer Mundo in Montevideo für das internationale Social Watch Network mit über 420 nichtstaatlichen Organisationen herausgegeben wurde. Damit ist zur Umsetzung der Beschlüsse des Weltgipfels für soziale Entwicklung vom März 1995 und des Millenniums-Gipfels der Vereinten Nationen vom September 2000 beitragen worden.
Seit Mitte 2010 ist Social Watch Deutschland nicht mehr aktiv.